# Ugyen Ugyen
Ugyen Ugyen (bhutanisch ཨོ་རྒྱན་ཨོ་རྒྱན, * 2. Juni 1974) ist eine bhutanische Bogenschützin.

## Karriere
Ugyen Ugyen trat bei den Olympischen Sommerspielen 1996 in Atlanta im Einzel an. Jedoch schied sie bereits in der ersten Runde gegen die Ukrainerin Olena Sadownytscha aus und belegte dadurch Rang 63.